# Lion (filme)
Lion (bra: Lion - Uma Jornada para Casa; prt: Lion - A Longa Estrada para Casa) é um filme de drama biográfico de 2016 estrelado por Dev Patel como Saroo Brierley, e com Rooney Mara, David Wenham e Nicole Kidman no elenco. Conta a história real de como Brierley, 25 anos depois de ser separado de sua família na Índia, sai para encontrá-los.
O filme teve sua premiere mundial no Toronto Film Festival em 10 de setembro de 2016. Recebeu seis indicações ao Oscar 2017, incluindo Melhor Filme, Melhor Ator Coadjuvante para Patel e Melhor Atriz Coadjuvante para Kidman.

## Elenco
- Dev Patel como Saroo Brierley
  - Sunny Pawar como Saroo Brierley (criança)
- Nicole Kidman como Sue Brierley
- Rooney Mara como Lucy
- David Wenham como John Brierley
- Abhishek Bharate como Guddu Khan
- Divian Ladwa como Mantosh Brierley
- Priyanka Bose como Kamla Munshi
- Deepti Naval como Saroj Sood
- Tannishtha Chatterjee como Noor
- Nawazuddin Siddiqui como Rawa

## Lançamento
O filme foi lançado em diversos festivais espalhado pelo mundo. Começando em 10 de setembro de 2016 no Festival Internacional de Filmes de Toronto, ainda no mesmo mês, em 22 de setembro de 2016 no Festival de Filmes de Zurique. Em outubro nos dia 7 e 8 esteve em cartaz no Hamptons International Film Festival, no dia 12 do mesmo mês no London Film Festival, em novembro no dia 9 esteve no Festival de Filmes de Lisboa e Estoril em Portugal na qual o filme estreou nas salas de cinema do país em 8 de dezembro de 2016 duas semanas depois do lançamento nos Estados Unidos que ocorreu em 25 de novembro. No Brasil o filme foi nos cinemas em 16 de fevereiro de 2017.

## Recepção
O filme recebeu críticas positivas com as performances de Patel e Kidman, recebendo elogios após sua estreia no Festival Internacional de Cinema de Toronto. Na avaliação do Rotten Tomatoes, o filme tem um índice de aprovação de 86%, com base em 195 comentários, com uma classificação média de 7,3/10. No consenso crítico diz, "A história inegavelmente edificante de Lion e elenco talentoso são mais do que suficiente para compensar uma história baseada em fatos cuja fórmula tradicional de Hollywood ultrapassa uma série de interessantes detalhes da vida real". No Metacritic o filme tem uma pontuação de 69 em 100 pontuação, com base em 45 críticos, indicando "avaliações favoráveis".

## Bilheteria
Lion arrecadou mais de 140 milhões de dólares ao redor do mundo com um orçamento de 12 milhões.

## Prêmios e indicações
- 6 indicações para o Oscar 2017
- 4 indicações para o Prêmio Globo de Ouro 2017
- 5 indicações para o BAFTA 2017, vencendo em 2 categorias (Melhor Ator Coadjuvante, Melhor Roteiro Adaptado)
- 6 indicações para o 22.º Critics' Choice Movie Awards